# Aigars Kalvītis
Aigars Kalvītis (ur. 27 czerwca 1966 w Rydze) – łotewski polityk i ekonomista, poseł do Saeimy i minister, w latach 2004–2007 premier Łotwy, od 2006 do 2008 przewodniczący Partii Ludowej.

## Życiorys
W 1992 ukończył studia ekonomiczne na Łotewskim Uniwersytecie Rolniczym w Jełgawie, w 1995 uzyskał magisterium na tej samej uczelni. Na początku lat 90. dorabiał jako traktorzysta w Szwecji. Później obejmował dyrektorskie stanowiska w przedsiębiorstwach rolnych. W latach 1994–1998 przewodniczył radzie związkowej organizacji rolniczej. W 1998 znalazł się w gronie współzałożycieli Partii Ludowej. W wyborach w 1998 uzyskał mandat deputowanego na Sejm z listy TP. Z powodzeniem ubiegał się o reelekcję w wyborach w 2002 i 2006.
W latach 1999–2000 sprawował funkcję ministra rolnictwa, zaś w okresie 2000–2002 ministra gospodarki. Od 2002 stał na czele frakcji parlamentarnej TP. W listopadzie 2004 został powołany na stanowisko premiera, zastąpił na nim Indulisa Emsisa. Kierował rządem koalicyjnym złożonym z Partii Ludowej, Nowej Ery, Związku Zielonych i Rolników oraz Pierwszej Partii Łotwy. W 2005 czasowo wykonywał obowiązki ministra spraw wewnętrznych. W kwietniu 2006 Nowa Era opuściła szeregi koalicji, pozbawiając jego gabinet większości w parlamencie. W wyborach parlamentarnych w 2006 rządząca koalicja uzyskała nieznaczną większość parlamentarną, co zapewniło jej dalsze sprawowanie władzy. Aigars Kalvītis stał się pierwszym premierem od czasu odzyskania przez Łotwę niezależności w 1991, który bezpośrednio po wyborach był w stanie utworzyć swój drugi rząd.
5 grudnia 2007 Aigars Kalvītis podał się do dymisji. Powodem była fala sprzeciwu, z którą spotkał się po zdymisjonowaniu szefa urzędu antykorupcyjnego KNAB Aleksejsa Loskutovsa. Od 2006 do 2008 pełnił funkcję przewodniczącego swojego ugrupowania.
Został udziałowcem klubu hokejowego Dinamo Ryga; w 2012 został jego głównym menedżerem. W latach 2009–2015 był prezesem spółki Latvijas Balzams, producenta napojów alkoholowych. W 2014 bez powodzenia próbował powrócić do parlamentu, kandydując z listy Vienoti Latvijai Ainārsa Šlesersa. W 2015 objął stanowisko prezesa spółki energetycznej Latvijas Gāze.
Żonaty z Kristīne Kalvīte, mają trzech synów.